# Йоганн Рейхлін
Йоганн Рейхлін (нім. Johannes Reuchlin; 22 лютого 1455, Пфорцгайм — 30 червня 1522, Бад-Лібенцелль) — німецький філософ і гуманіст. Вважається першим німецьким гебраїстом-неєвреєм, який освоїв єврейську мову. Є творцем фонетичної системи читання середньовічних грецьких текстів, названою його ім'ям.

## Біографія
Був придворним півчим у маркграфа Баденського. Син останнього, Фрідріх, ровесник Рейхліна, подружився з ним і взяв його з собою в Париж, де вони в 1473 і 1474 обидва вивчали стародавні мови. У 1475 році Рейхлін приїхав в Базель де у Андроніка Контоблакса продовжив своє навчання. За дорученням Генліна фон-Штейна (навчав його в Парижі) двадцятирічний Рейхлін склав один з перших шкільних словників і надрукував його. У 1478 році Рейхлін ще раз відвідав Францію і займався в Орлеані і Пуатьє юридичними науками.
Ставши одним з радників вюртембергського герцога Ебергарда V Бородатого, зробив разом з ним ряд поїздок по Німеччині. В 1482 і 1489 побував в Італії, де вдосконалився в єврейській мові, яку став вивчати ще в Парижі, і познайомився з містичним платонізмом. З італійських гуманістів найбільший вплив на Рейхліна мали Марсіліо Фічіно і Піко делла Мірандола. В цей же час зблизився з колишнім вихователем графа теологом і правознавцем Йоганном Науклером. Після повернення в Штутгарт став асессором верховного суду і прокурором домініканського ордена для Німеччини; часто виконував і дипломатичні доручення. У 1488 році за наказом Рейхліна в Майнці був заарештований і посаджений в Тюбінгенську в'язницю августинський монах Гольцінгер, який згубно впливав на спадкоємця престолу Ебергарда II. І коли в 1496 році Ебергард Бородатий помер, Рейхліну довелося покинути Вюртемберг.